# Czandi

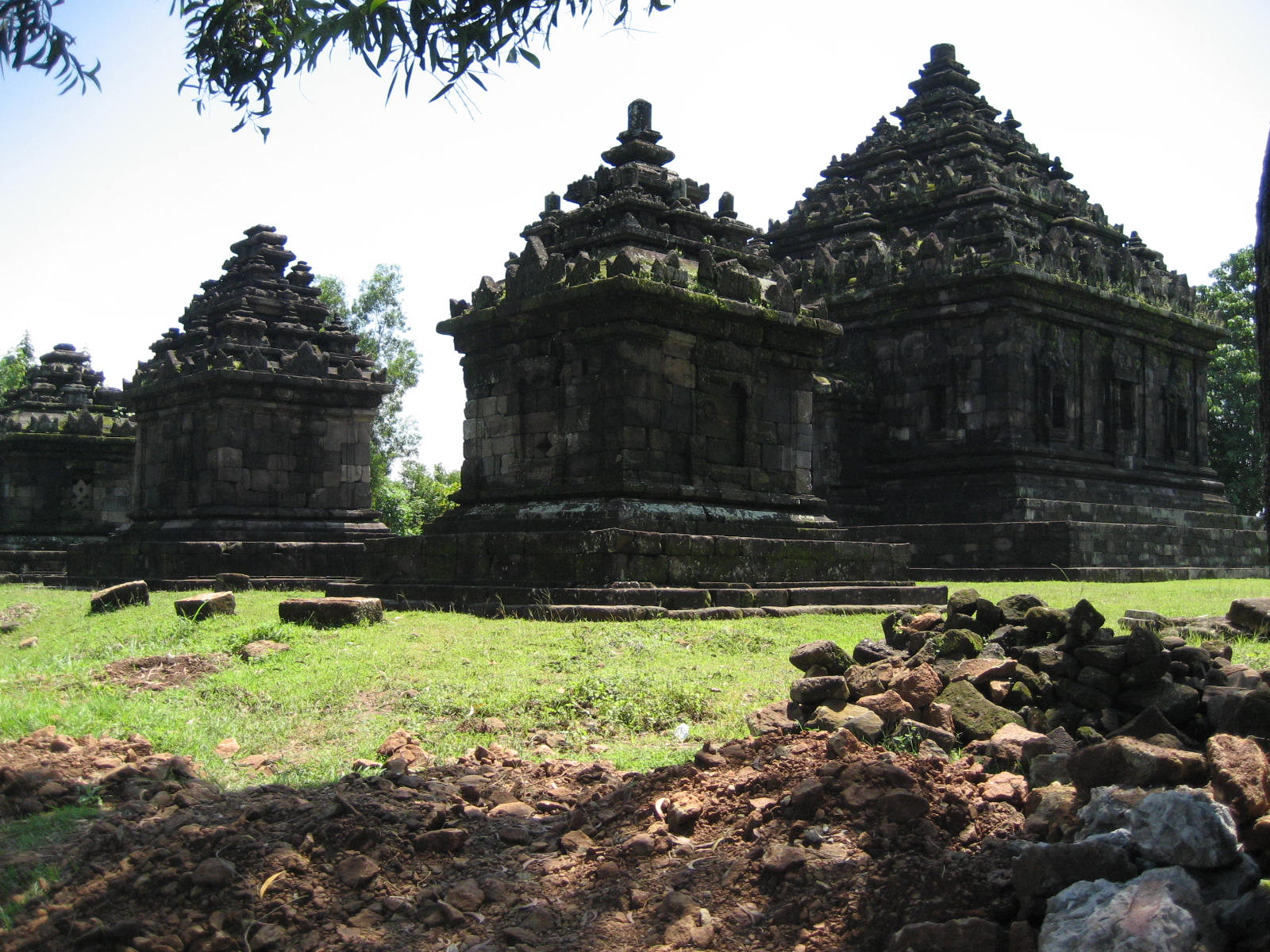
Candi na Jawie

Czandi (candi) – rodzaj bogato zdobionej rzeźbami świątyni hinduistycznej lub buddyjskiej na Jawie i Bali.